# Josefa Antonia Pérez
Josefa Antonia Pérez (Ciudad de Santo Domingo, 2 de marzo de 1788 – ibídem, 20 de julio de 1855), también conocida como Doña Chepita, fue una activista dominicana vinculada al movimiento independentista de la República Dominicana. Su colaboración con la sociedad secreta La Trinitaria, fundada en 1838, la posiciona como una figura importante en las redes de apoyo patriótico, especialmente por haber facilitado su residencia como lugar de reunión de los fundadores del grupo.
Fue madre del prócer Juan Isidro Pérez, uno de los firmantes del acta de independencia, y esposa del capitán de granaderos de origen polaco Antonio Beer. A través de sus acciones discretas pero firmes, asumió riesgos importantes durante el periodo de vigilancia y persecución por parte de las autoridades haitianas, desempeñando un rol activo en la protección de los trinitarios y el encubrimiento de sus actividades clandestinas.

## Biografía
Josefa Antonia Pérez nació el 2 de marzo de 1788 en Santo Domingo, hija de Juan Isidro Pérez de la Paz Godíñez, abogado, y de Francisca Valerio. El 27 de noviembre de 1805 contrajo matrimonio con Antonio Beer, militar de origen polaco, con quien tuvo doce hijos. Uno de ellos, Juan Isidro Pérez, formó parte del grupo fundador de la sociedad secreta La Trinitaria junto a Juan Pablo Duarte y otros colaboradores.
En 1838, la residencia de Josefa Antonia Pérez fue el lugar donde se realizó la fundación de La Trinitaria, organización orientada a impulsar la separación de la parte oriental de la isla respecto al gobierno haitiano. Según fuentes históricas, durante estas reuniones, Pérez desempeñó funciones de vigilancia y apoyo logístico, actuando con discreción ante la presencia de autoridades que pudieran interferir.
En marzo de 2025 el Tribunal Constitucional de la República Dominicana, a través de su Comisión de Igualdad de Género, rindió homenaje a Josefa Pérez de la Paz (“Chepita”) con motivo del Día Internacional de la Mujer, depositando una ofrenda floral en el busto ubicado en el parque Independencia de Santo Domingo.
Aunque no desempeñó funciones públicas ni se conservan escritos personales, ha sido mencionada en investigaciones históricas por su participación en el entorno social que facilitó el accionar de los grupos independentistas. Josefa Antonia Pérez falleció en Santo Domingo el 20 de julio de 1855.